# Scinax hiemalis
Scinax hiemalis és una espècie de granota de la família dels hílids endèmica del Brasil. Aquesta espècie és coneguda a l'estat de São Paulo. Habita a 700-900m sobre el nivell del mar. Es tracta d'una espècie terrestre i d'aigua dolça. El seu hàbitat natural s'inclouen boscos tropicals o subtropicals secs i a baixa altitud, rius i maresmes d'aigua dolça. L'espècie es troba a les vores del bosc primari i secundari en la vegetació baixa prop de masses d'aigua, com estanys i rierols de corrent lent. Els ous són dipositats prop de la superfície de l'aigua i s'adjunten a la vegetació en els rierols de corrent lent. No s'ha registrat des hàbitats antropogènics. És una espècie comuna. Està amenaçada d'extinció per la destrucció del seu hàbitat natural. L'espècie és coneguda a partir de dues àrees protegides. Es necessita més investigació sobre l'amplitud dels requisits de l'ocurrència i ecològics de l'espècie. Cal més investigació per a resoldre la confusió taxonòmica dins del gènere Scinax.